# 東陶器村
東陶器村（ひがしとうきむら）は、かつて大阪府にあった村である。今も学校名（東陶器小学校）などに名残りが見られる。大半が現在の堺市中区の一部にあたるが、岩室および泉北ニュータウン地区は南区になる。

## 歴史
- 1889年（明治22年）4月1日、 町村制施行により、大鳥郡福田村、北村[2]、上之村、見野山村、岩室村が合併して、大鳥郡東陶器村が誕生。大字北に村役場を設置。
- 1896年（明治29年）4月1日、泉北郡が成立。
- 1955年（昭和30年）4月1日、泉北郡久世村、西陶器村、上神谷村と合併して、泉北郡泉ヶ丘町となる。